# Josep Soler (president)
|  | Per a altres significats, vegeu «Josep Soler». |

Josep Soler, Canonge de la Seu d'Urgell. Va ésser nomenat President de la Generalitat de Catalunya el 9 de març de 1641 en substitució de Pau Claris que havia mort abans d'acabar el trienni.
Era cosí de Pau Claris i, probablement, jurista, ja que apareix signant com a advocat del braç eclesiàstic a unes al·legacions presentades a Felip Vinyes, advocat de Felip IV de Castella.
A Catalunya s'estava vivint l'evolució de la guerra amb la invasió francesa. Hi havia fronts al Rosselló, camp de Tarragona i Lleida, mentre l'armada francesa al comandament de l'arquebisbe de Bordeus anava controlant les costes catalanes. El 25 de març va arribar a Barcelona el senyor d'Argenson del consell d'estat del rei francès que, com a governador, comença a tutelar la política catalana.
En aquest context, Soler va fer una política continuista de la del seu cosí Claris. Segueix amb la confiscació de joies en nom del censal de la Diputació per a les despeses de la guerra. Es va organitzar una Junta de Braços per preparar els acords a negociar amb Regne de França, un document de catorze punts en català i llatí. Feien referència a l'observança de les constitucions, la catalanitat dels prelats i de les capitanies de les fortaleses, a limitar la inquisició a temes de fe, a l'observança del Concili de Trento, l'aprovació parlamentària de la política fiscal, a respectar els privilegis de Barcelona i els Capítols de Cort, a tenir lloctinents amb els mateixos poders que els del rei catòlic, a respectar els drets polítics de les poblacions sota l'enemic, a no separar mai els comtats de Rosselló i Cerdanya del Principat de Catalunya i el jurament reial d'una Constitució de l'Observança reformada. Aquests 14 punts i la creació d'un batalló amb 4.000 infants i 500 cavalls foren la base del pacte de la Péronne signat el 19 de setembre de 1641.